# マンガル・シン・チャムピア
マンガル・シン・チャムピア（Mangal Singh Champia 1983年11月9日- ）は、インドのジャムシェードプル出身のアーチェリー選手。2006年にドーハで行われたアジア競技大会ではタルンディープ・ライ、ジャヤンタ・タルクダール、ヴィスワスと共に銅メダルを獲得した。
2008年の北京オリンピックにはインド代表としてアーチェリー競技に参加した。ランキングラウンドでメキシコのファン・ルネ・セラーノに1点差に迫る678点を獲得し、ウクライナのビクトル・ルバンと共に同率で3位に入り、第2シードを獲得した。決勝ラウンドでは1回戦でイランのホニャトラ・ヴァエジを破ったものの2回戦で予選31位のロシアのバイル・バデノフに109-108で敗れてしまった。その後ハデノフは勝ち進み銅メダルを獲得することになる。